# Lletgisme
|  | No s'ha de confondre amb Feísmo. |

El lletgisme és la tendència artística que valora estèticament la lletjor. Les obres lletgistes destaquen perquè l'artista hi plasma objectes, animals, persones, llocs o situacions repugnants. Es diferencia del kitsch per la marcada intenció de l'autor de transgredir les normes estètiques. Per tot això, té un públic reduït respecte de la resta de moviments artístics.
Els motius rere aquesta elecció són molt variats. Pot tractar-se d'una denúncia social per part de l'artista, que en presentar elements de la realitat que avorreix pretén que el públic en sigui conscient per tal de poder canviar-los; així són descrites les il·lustracions del britànic Steve Cutts, entre d'altres. Això ho exemplifiquen la poesia satírica, que ridiculitza els aspectes més reprovables de l'ésser humà, i la vestimenta antiestètica, que simplement el fa avergonyir de si mateix. La novel·la realista també explora els racons més sòrdids de la societat, adoptant una funció similar a la del periodisme de denúncia. Aquest aspecte es troba també en la novel·la picaresca, si bé en obres tardanes del corrent, com La vida del Buscón de Francisco de Quevedo, allò que és més desagradable esdevé còmic sense cap mena d'empatia pel destí dels qui ho sofreixen. Les novel·les de Camilo José Cela, especialment La familia de Pascual Duarte, peça emblemàtica del tremendisme, són un exemple més recent de la fascinació, no sempre crítica, per l'abjecció i la truculència. Concretament, el lletgisme pot entendre's com un moviment contra la burgesia, el classisme i l'academicisme.
A banda, decantar-se pel lletgisme pot ser una protesta no contra la societat, sinó contra l'absurditat i la injustícia de l'existència en general vist d'un punt de vista filosòfic o religiós. L'estètica expressionista engegada en la primera meitat del segle XX és decididament lletgista i produeix obres de gran magnitud, com ara el poemari Hijos de la ira de Dámaso Alonso. L'orientació edificant d'aquesta mena de lletgisme segueix els paràmetres assenyalats per Nietzsche, que argumenta que es limiten massa les arts exigint-li de ser el vehicle d'expressió de l'ànima, ja que la bellesa i la lletjor coexisteixen en totes les branques artístiques; i pensa que és principalment la darrera la que ha obtingut un impacte més poderós de totes dues.
Finalment, alguns artistes empren el lletgisme per a agredir la sensibilitat del públic, que consideren massa autocomplaent i convencional, i el criteri estètic del qual menyspreen. En Les flors del mal de Charles Pierre Baudelaire hom troba un bon exemple d'aquesta voluntat d'«espantar el burgès» amanint el poemari de tot allò que la sensibilitat convencional tem o condemna: el crim, la barbàrie, la crueltat, la malaltia, el satanisme, etc. El decadentisme posterior explora tota aquesta temàtica, que trobem també per exemple en alguns poemes de l'espanyol Manuel Machado Ruiz.
El lletgisme afecta generalment als elements que es presenten o que es descriuen en l'art, però no repercuteix pas en la tècnica: el resultat pot denotar bellesa fins i tot si que el que mostra és repulsiu, en funció de les qualitats purament formals. Per exemple, en l'obra dels abans esmentats Charles Pierre Baudelaire i Manuel Machado Ruiz es té una cura exquisida de la forma, però el contingut encaixa com a lletgista.
Quan l'exhibició d'atrocitats es produeix sense pretensions artístiques ni morals abandona el territori de l'art entès com a tal, encara que l'espectacle que s'ofereix pot resultar atractiu igualment a aquells que hi troben un plaer sàdic o volen emocions fortes. Films com ara Freaks de Tod Browning posen sobre la taula aquest problema a partir d'una realitat històrica: l'exhibició de persones amb deformitats físiques i patologies mentals com a espectacle, és a dir, els circs humans.
Allò que és macabre, que en la prosa d'autors com Edgar Allan Poe continua dictaminat per una estètica presidida per la cerca de la bellesa i que pretén ser sublim, s'explota més tard comercialment en obres sensacionalistes com La matança de Texas o el cinema gore i de zombis, que manquen en general de pretensions artístiques.

## Als Països Catalans
Un exponent notori del llegitme a les terres de parla catalana és el projecte Estanislau Verdet de Pau Vallvé, que tenia per alter ego musico-humorístic. En el camp de la literatura, es pot considerar que Pere Calders i Rossinyol el pren com a recurs en la poesia i l'humor. També es reconeix cert lletgisme per part de l'escriptor Baltasar Porcel i Pujol. Addicionalment, l'obra pictòrica de l'artista Bel Fullana hi és classificada, malgrat que és formalment idònia.